# Markaz
Markaz è un comune dell'Ungheria di 1.893 abitanti (dati 2001). È situato nella contea di Heves.